# Наргіз Гаджиєва
Наргіз Гаджиєва (нар. 12 квітня 1991, Азербайджан) — азербайджанська футболістка, півзахисниця турецького клубу «Гаккарагюджуспор» та національної збірної Азербайджану.

## Клубна кар'єра
З 2014 по 2018 рік виступала на батьківщині за «Угур». У сезоні 2018/19 років захищала кольори іжевського «Торпедо».
1 листопада 2019 року підписала контракт з клубом Першої ліги Туреччини «Фатіх Ватанспор». Після участі в 9-ти матчах сезону Першої ліги 2019/20 років повернулася додому, оскільки чемпіонат призупинили через пандемію COVID-19 у Туреччині. У 2020 році перебувала в заявці «Рязані-ВДВ» з чемпіонату Росії.
У грудні 2021 року знову поїхала до Туреччини, де підписала контракт з «Гаккарагюджуспор», щоб грати в жіночій Суперлізі.

## Кар'єра в збірній
Наргіз Гаджієва виступала за жіночу збірну Азербайджану в усіх чотирьох матчах групи D кваліфікації чемпіонату Європи 2021.